# 倒産確率
倒産確率（とうさんかくりつ）とは、バーゼルIIのもと、自己資本比率を計算するために使われるパラメータの1つである。
倒産確率は、貸出金が返済されない、もしくは債務不履行となる可能性のことを指す。過去に倒産した企業のデータを用い、ロジスティック回帰分析などの手法により算出する方法など、その算出方法は様々である。